# Konkurs na wzór flagi Australii

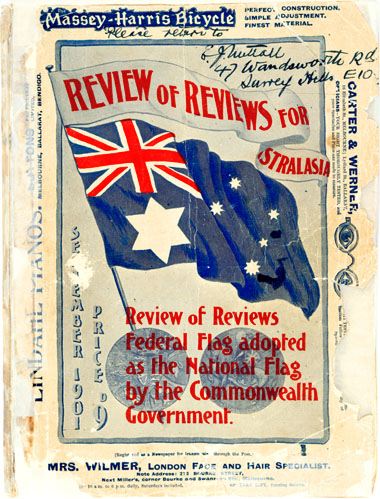
Okładka The Review of Reviews ze zwycięskim projektem flagi federalnej

Obecny wygląd flagi Australii

Konkurs na wzór flagi Australii – inicjatywa rządu Australii, która miała miejsce w 1901 roku i została ogłoszona przez premiera Australii Edmunda Bartona w celu zaprojektowania flagi dla Związku Australijskiego .
Po uzyskaniu niepodległości przez Australię 1 stycznia 1901 roku oraz po otrzymaniu wniosku rządu brytyjskiego o zaprojektowanie nowej flagi dla Australii, nowy rząd federalny ogłosił przeprowadzenie oficjalnego konkursu na zaprojektowanie nowej flagi 29 kwietnia 1901 roku. Konkurs trwał do 31 maja 1901 roku, w trakcie którego zostały zgłoszone 32823 projekty nowej flagi australijskiej. Nadesłane prace zostały skatalogowane w Royal Exhibition Building w Melbourne.
Zgodnie z regulaminem konkursu, każdy z uczestników musiał przesłać na konkurs dwa kolorowe szkice o wymiarach 15 na 7,5 cm. Początkowo nagroda finansowa w konkursie wynosiła 150 funtów szterlingów (po 75 funtów szterlingów przyznane przez rząd Australii i czasopismo  The Review of Reviews), która następnie została zwiększona poprzez dotację firmy Havelock Tobacco Company o kolejne 50 funtów szterlingów. Ostatecznie łączna kwota w konkursie wynosiła 200 funtów szterlingów . Nadesłane prace były oceniane według siedmiu kryteriów: lojalność wobec Imperium, Federacji, historii, heraldyki, charakterystyczności, użyteczności i kosztów produkcji .
Większość nadesłanych prac zawierała motywy flagi Wielkiej Brytanii oraz Krzyża Południa, które uzupełnione były przez różne wariacje form i kolorystyki, między innymi przez: belki, tarcze, postacie, zwierzęta czy litery. Ostatecznie pierwsze miejsce zostało przyznane pięciu identycznym pracom nadesłanym przez: Annie Dorrington, artystkę z Perth, Ivora Evansa, ucznia z Melbourne, Leslie Hawkins, ucznia optyki z Sydney, Egberta Nuttalla, architekta z Melbourne, oraz Williama Stevensa, oficera statku z Auckland w Nowej Zelandii. Każdy autor zwycięskiej pracy otrzymał nagrodę pieniężną w wysokości 40 funtów szterlingów .
Prezentacja zwycięskich prac odbyła się 3 września 1901 roku w Royal Exhibition Building w Melbourne z udziałem premiera Australii Edmunda Bartona. Ostatecznie projekt flagi Australii został zatwierdzony przez króla Edwarda VII 20 lutego 1903 roku  .